# Jan Breydel Stadion

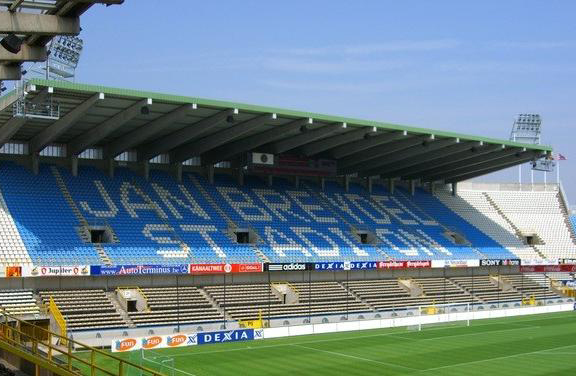
Jan Breydel Stadion.

Jan Breydel Stadion je fotbalový stadion v Bruggách. Má jméno po Janu Breydelovi, povstalci proti Francouzům ze 13. století. Hrají zde oba místní celky Club Brugge KV a Cercle Brugge KSV. Byl otevřen v roce 1975 s kapacitou 18 000 míst a názvem Olympiastadion. Pro Mistrovství Evropy 2000 byl přestavěn, kapacita byla zvýšena na 29 472 diváků.

## Významné zápasy
Mistrovství Evropy 2000
- 11. června 2000, Francie - Dánsko 3:0 (Skupina D)[2]
- 16. června 2000, Česko - Francie 1:2 (Skupina D)[3]
- 21. června 2000, Jugoslávie - Španělsko 3:4 (Skupina C)[4]
- 25. června 2000, Španělsko - Francie 1:2 (čtvrtfinále)[5]